# Журманы
Жу́рманы — малорусский дворянский, старшинский род, происходящий из Стародубщины, пользовался благородным и дворянским гербом Шелига. Первым из рода Журман стал Журман, Дмитрий Андреевич, наказной стародубский полковник. Последним в роду был Илья Васильевич, у которого не было детей и по этому, род считается угасшим.

## Близкие роды
Илья Журман был женат на Агафье Давыдовне Стрешенцовой, родственнице графов Разумовских упоминается в 1874 г.
Иван Семенович Лашкевич был женат на Евфросинии Ивановне Губчиць (Журман), вдове Василия внука Дмитрия.

## Владения

### с. Старое Задубенье
В 1687 году Иван Мазепа жаловал обозному полка Дмитрию Журману село Старое Задубенье. Известно, что имел сына Матвея и дочь Елену. Дмитрий Журман и его сын умерли почти одновременно. Матвей оставил после себя двух сыновей — Василия и Михаила.
В 1710 году Старое Задубенье утверждено за вдовой обозного и его внуком Василием. Вдова обозного в это время второй раз вышла замуж за Германа Синяка, который начал распоряжаться Старым Задубеньем как полный хозяин, после чего в 1714 году внуки обозного Василий и Михаил через генеральный суд, разделили имение обозного на четыре части: одна часть отдана была вдове обозного, другая — дочери его, две другие части имения достались братьям Василию и Михаилу Журманам. Герман Синяк, завладев половиной Старого Задубенья, устроил хутор и в 1723 году Василий Журман, поссорившись с Германом Синяком, выгнал его и завладел хутором. Вскоре владение перешло к Михаилу Гудовичу.
| Владелец       | Год     | Крестьян         | Казаков       | Бобыли | Бездворных |
| -------------- | ------- | ---------------- | ------------- | ------ | ---------- |
| Василий Журман | 1723 г. | 21 двор          | -             | 19 хат | -          |
| Илья Журман    | 1781 г. | 52 двора 53 хаты | 1 двор 1 хата | -      | 5 хат      |

### с. Гарцево
- В 1717 г. Василий Матвеевич получил универсал на Гарцевских бобылей за ним и все село Гарцево от Стародубского полковника Лукьяна Жоравка, крестьян 16 дворов.
- В 1750 году, село Гарцево вместе с крестьянами и бобылями гетманом Кирилом Разумовским, было подарено Илье Журману в честь свадьбы своей племянницы Агафьи Стрешенцовой.

### с. Новое Задубенье
В середине XVIII века, Иван Иванович Молчан унаследовав от отца село Новое Задубенье, передал его генеральному судье Илье Журману..

### Слобода Пучкова
Степан Пучковский по универсалу гетмана Скоропадского в 1709 году получил разрешение на заведении слободы и хуторца на берегу реке Дубне. В 1749 году за долги Максима Пучковского, Пучковка была отдана генеральному судье Илье Журману..

### с. Чаусы
В середине 18 века, Кирил Разумовский пожаловал своему родственнику Илье Журману, 7 дворов и в них 11 хат в селе Чаусы, построившему на реке Судости мастерскую (сукновальню)..

### с. Мефодовка
Село Мефёдовка в 1756 году была отдана И. В. Журману, который на момент проведения Румянцевской описи Малороссии 1765—1768 гг. владел в ней 83 дворами и 20 бездворными хатами. В конце 1775 года Екатерина ІІ исключила Мефёдовку из ранговых владений судей и пожаловала её в вечное и потомственное владение одному из своих фаворитов.

## Известные представители
- Журман, Дмитрий Андреевич (ок. 1640-ок. 1708) — наказной полковник.
- Журман, Илья Васильевич (?-1783) — генеральный судья Войска Запорожского, правитель Новгородско-Северского наместничества.